# Felicjan Filip Wołodkowicz
Felicjan Filip Wołodkowicz herbu Radwan (ur. 1697, zm. 12 stycznia 1778 w dobrach Cumań) – duchowny greckokatolicki, bazylianin, od 1730 do 1758 biskup chełmski, w latach 1756–1758 administrował diecezją włodzimiersko-brzeską, następnie od 1758 do 1778 był biskupem włodzimiersko-brzeskim. W latach 1756–1762 koadiutor w Kijowie, od 1762 metropolita kijowski, archimandryta dermański w 1730 roku.

## Życiorys
Studiował w Braniewie. Metropolita Felician-Filip był stryjem Michała Wołodkiewicza, „wielkiego junaka”, „albańczyka”, stronnika Karola Radziwiłła, rozstrzelanego 1760 za gwałt na Trybunałe Litewskim.